# Barão de Hortega
Barão de Hortega é um título nobiliárquico criado por D. Fernando II de Portugal, Regente durante a menoridade de D. Pedro V de Portugal, por Decreto de 28 de Setembro de 1854, em favor de Juan Diego Francisco de Hortega y Solorzano Costa y Cavallieri.
Titulares
1. Juan Diego Francisco de Hortega y Solorzano Costa y Cavallieri, 1.º Barão de Hortega;
2. Juan Francisco de Hortega y Calvo, 2.º Barão de Hortega.

Após a Implantação da República Portuguesa, e com o fim do sistema nobiliárquico, usaram o título: 
1. Juan Bautista de Hortega y Ceballos y Moscoso, 3.º Barão de Hortega;
2. João António Potier Monteiro de Hortega, 4.º Barão de Hortega, 2.º Conde do Paço do Lumiar.